# Cryptochironomus obreptans
Cryptochironomus obreptans är en tvåvingeart som först beskrevs av Walker 1856.  Cryptochironomus obreptans ingår i släktet Cryptochironomus och familjen fjädermyggor. Arten är reproducerande i Sverige. Inga underarter finns listade i Catalogue of Life.